# Río Ouvèze (Drôme)
El río Ouvèze es un río de Francia, afluente del Ródano por la izquierda. Nace en la Montagne de Chamouse y tiene una longitud de 85 km. Pasa por los departamentos de Drôme y Vaucluse. Hay otro río Ouvèze que fluye al Ródano, el Ouvèze de Ardèche.

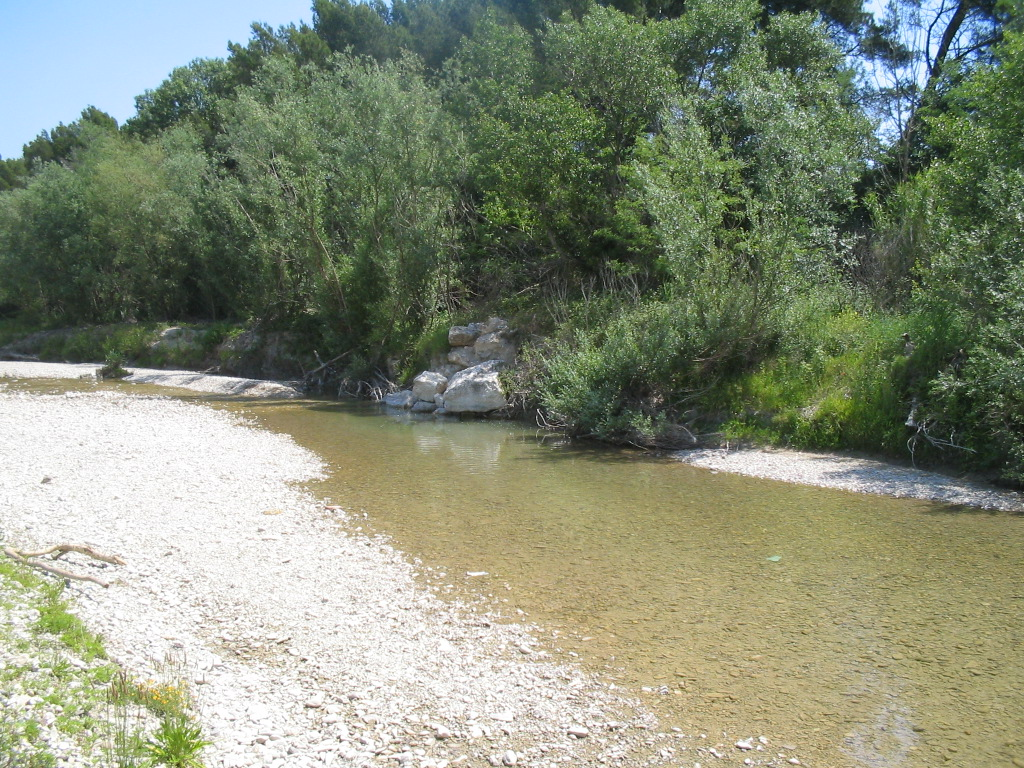
Vista del río Ouvèze.

- Datos: Q1535195
- Multimedia: Ouvèze / Q1535195